# Francesco Giorgino
Francesco Giorgino (Andria, 8 agosto 1967) è un giornalista e conduttore televisivo italiano.

## Biografia
Figlio dell'avvocato Antonio Giorgino e fratello maggiore di Nicola Giorgino, sindaco di Andria per Forza Italia dal 2010 al 2019, inizia la sua carriera di giornalista quando, non ancora diplomato, collabora con un'emittente privata di Andria, Telesveva. Diventa giornalista pubblicista nel 1988, e due anni dopo si laurea in giurisprudenza presso l'Università degli Studi di Bari, con una tesi sul Sistema radiotelevisivo pubblico e privato ed ordinamento costituzionale. Lavora come responsabile di uffici stampa e collabora con i quotidiani Il Popolo e ORE 12-Il Globo. Nel 1991 entra in Rai, nella redazione di Unomattina. Diventa giornalista professionista nel gennaio 1993, iscritto all'Ordine dei Giornalisti del Lazio.
Nel 1994 è capo ufficio stampa del Ministro del Commercio con l'Estero, Giorgio Bernini. Nello stesso anno pubblica il suo primo saggio (Intervista alla prima Repubblica).
Nel 1998 è nominato capo servizio della redazione cronaca del TG1. Insieme a Simona Ventura ha condotto il Dopofestival del Festival di Sanremo 2002.
Dal 2000 conduce l'edizione delle 13:30 del TG1. Nel 2010 il direttore Augusto Minzolini gli affida stabilmente la conduzione dell'edizione alle 20, che aveva già condotto per un breve periodo nel 2004-2005. In tale veste, il 13 marzo 2013 conduce l'edizione straordinaria del telegiornale in occasione dell'elezione di papa Francesco nel conclave del 2013 e le trasmissioni politiche del TG1 in occasione della rielezione a Presidente della Repubblica di Giorgio Napolitano.
Dal 2001 è professore a contratto di Istituzione e Sociologia della Comunicazione e Teorie e tecniche del newsmaking presso la facoltà di Scienze della comunicazione dell'università "La Sapienza" di Roma  e dal 2014 è Professor of Practice presso la Luiss Guido Carli di Roma, dove è anche Direttore del Master di II Livello in Comunicazione e Marketing Politico ed Istituzionale.
Nel novembre del 2021 è nominato Vicedirettore del TG1. Il 15 giugno 2022 conduce la sua ultima edizione delle 20:00 del TG1, passando alla Direzione editoriale per l’offerta informativa. Da maggio 2023 è nominato Direttore dell'Ufficio Studi Rai.
Dal 20 novembre 2023 conduce un proprio programma nella seconda serata del lunedì su Rai 1 dal titolo XXI secolo, quando il presente diventa futuro  che viene confermato anche per la stagione seguente.

### Vita privata
Francesco Giorgino è sposato dal 2009 con Nicoletta Chiadroni e non ha figli. Si professa cattolico.

## Televisione
- TG1 (Rai 1, 2000-2022)
- DopoFestival (Rai 1, 2002)
- XXI secolo, quando il presente diventa futuro (Rai 1, 2023-2025)

## Opere
- Intervista alla prima Repubblica. Taviani, Napolitano, Amato: scene (e retroscena) da cinquant'anni di politica, Milano, Mursia, 1994. ISBN 978-88-425-1783-2
- L'un contro l'altro armati. Dieci testimonianze della guerra civile, 1943-1945, con Nicola Rao, Milano, Mursia, 1995. ISBN 978-88-425-1837-2
- Gli eredi di Sturzo. Cinquant'anni di DC raccontati da democristiani e post democristiani, Milano, Mursia, 1995. ISBN 978-88-425-1921-8
- Giornalisti agli arresti redazionali? Il newsmaking in Italia. Ricerca su selezione e gerarchia delle notizie. TG1-TG5: due modelli a confronto, analisi comparativa delle due principali testate televisive italiane, a cura di, Roma, Kappa, 2004. ISBN 88-7890-618-2
- Dietro le notizie. Il mondo raccontato in sessanta righe e novanta secondi, Milano, Mursia, 2004. ISBN 978-88-425-3296-5
- Buone notizie. Ricerca quanti-qualitativa su selezione, gerarchia e trattamento delle good news nei media italiani e stranieria cura di, Roma, Kappa, 2004. ISBN 88-7890-685-9
- Buoni propositi. I cattolici nella società postmoderna, Padova, Edizioni Messaggero, 2007. ISBN 978-88-250-1829-5
- Dizionario della Comunicazione, Edizione Carocci, 2009
- Neogiornalismo, Edizione Mondadori (a cura di Mario Morcellini), 2011
- Giornalismi e società, Informazione, politica, economia e cultura, Milano, Mondadori Education, 2017. ISBN 978-88-6184-546-6
- Alto volume. Politica, comunicazione e marketing, Prefazione di Giovanni Orsina, I Capitelli, Luiss University Press, 2019.
- La pubblicità al tempo del coronavirus, in rivista Ais, Associazione Italiana di Sociologia, Egea, 2020
- La comunicazione ai tempi del covid-19 tra distorsione volontaria ed involontaria, in Policy Brief Luiss, 2020